# Тимофєєв Борис Борисович
Борис Борисович Тимофєєв (рос. Борис Борисович Тимофеев; 18 жовтня 1915, Петроград — 2 грудня 2002) — український учений в галузі автоматики, член-кореспондент АН УРСР (з 1967 року), академік НАН України (з 29 березня 1978 року).

## Біографія
Народився 18 жовтня 1915 року у Петрограді в сім'ї інженера-залізничника. Згодом його сім'я переїхала на постійне проживання в Грузію. У 1937 році закінчив Грузинський індустріальний інститут і був направлений на роботу в Тбіліський НДІ споруд і гідроенергетики на посаду молодшого наукового співробітника. В 1939 році був призваний до лав Червоної Армії, брав участь у бойових діях під час німецько-радянської війни. В 1942 році його було тяжко поранено. Після довготривалого лікування отримав інвалідність і з кінця 1943 року працював у Тбіліському НДІ споруд і гідроенергетики, де підготував і захистив кандидатську (1946) і докторську (1958) дисертації.
З 1959 року був керівником лабораторії Тбіліського НДІ автоматики. В 1960 році пройшов по конкурсу на посаду заввідділення Обчислюваного центру АН УРСР, а з 1962 року працював заступником директора Інституту кібернетики АН УРСР з наукової роботи, в 1964–1986 роках — директором Інституту автоматики, з жовтня 1986 року і до кінця свого життя — головним науковим співробітником Інституту електрозварювання імені Є. О. Патона НАН України.

Могила Бориса Тимофєєва

Жив в Києві по вулиці Карла Лібкнехта, 36/7, квартира 11. Помер 2 грудня 2002 року. Похований в Києві на Байковому кладовищі (ділянка № 49а).

## Наукова і громадська діяльність
Борис Тимофєєв заснував науковий напрям створення нових автоматичних систем керування з широким застосуванням обчислювальної техніки, системотехніки, автоматичних систем управління промисловістю, радіотехніки та кібернетики. Зробив великий внесок у створення автоматичних систем керування Криворізьким металургійним заводом, Київським заводом «Червоний екскаватор», найбільшим у Європі комплексом для прокатування широкополосних балок Нижньотагільського металургійного комбінату, стану гарячого прокатування «2000» Новолипецького металургійного заводу, уніфікованої АСК атомних електростанцій та інших важливих промислових об'єктів.
Борису Тимофєєву належить понад 250 наукових праць, в тому числі дві монографії, більше 40 винаходів. Багато уваги приділяв також підготовці наукових кадрів. Серед його учнів понад 20 докторів і кандидатів наук.
Був редактором багатьох наукових збірників, брав участь в роботі редколегії «Энциклопедия кибернетики», журналів «Механизация и автоматизация» та інших. Вів велику громадсько-політичну роботу, був обраний членом ЦК Компартії України і членом Київського міськкому партії, депутатом Київської міської ради народних депутатів, був заступником голови товариства «Знання» УРСР тощо.

## Відзнаки
Лауреат:
- Державної премії УРСР (22 грудня 1973; за роботу «Магнітострикційні лінії затримки як елемент пам'яті»);
- Державної премії СРСР (1980);
- премії імені С. О. Лебедєва (1982);
- премії імені В. М. Глушкова (1995; за розробку теоретичних основ та впровадження методів і засобів інформаційного проектування у виробництві та науково-технічних комплексах[3];
- Державної премії України (2000).

Заслужений діяч науки УРСР (з 1975 року).
Нагороджений орденами Леніна, Жовтневої Революції, Трудового Червоного Прапора, «Знак Пошани», Вітчизняної війни I ступення.